# Заозёрное (Каховский район)
Заозёрное (укр. Заозерне) — село в Тавричанской сельской общине Каховского района Херсонской области Украины.
Население по переписи 2001 года составляло 855 человек. Почтовый индекс — 74860. Телефонный код — 5536. Код КОАТУУ — 6523581801.

## История
В 1946 году указом ПВС УССР село Яновка переименовано в Ивановку.

## Местный совет
74860, Херсонская обл., Каховский р-н, с. Заозёрное, ул. Ленина, 26